# 장기 척화비
장기 척화비(長鬐 斥和碑)는 대한민국 경상북도 포항시 남구 장기면, 장기읍사무소 정원에 있는 척화비이다. 1990년 8월 7일 경상북도의 문화재자료 제224호로 지정되었다.

## 개요
척화비란 병인양요와 신미양요를 승리로 이끈 흥선대원군이 서양 사람들을 배척하고 그들의 침략을 더욱 강력히 국민에게 경고하기 위해 서울 및 전국의 중요 도로변에 세우도록 한 비로, 이 비도 그 중의 하나이다.
비는 반듯한 사각받침돌 위로 비몸을 세운 모습이며, 비몸의 네 모서리와 윗변의 양끝을 단정히 다듬어 놓았다. 앞면에는 비문을 새겨 두었는데 내용에는 "서양오랑캐가 침입하는데 싸우지 않으면 화해할 수 밖에 없고 화해를 주장하면 나라를 파는 것이 된다"는 강한 어투의 경고를 적고 있다.
고종 8년(1871) 신미양요 이후 같은 해에 일제히 세운 것으로, 고종 19년(1882) 임오군란이 일어나고 대원군이 러시아 공사관으로 납치되면서 대부분의 척화비들은 철거되고, 이처럼 몇 기의 비들만이 곳곳에 남아 옛 역사의 한 부분을 고스란히 전해주고 있다.
원래는 장기읍성 안에 있었으나, 장기면사무소 정문 좌측 도로변에 옮겨졌다가 1990년 2월1일 현재 위치로 옮겨서 보존하고 있다.
척화비는 높이 120cm, 폭 45cm, 두께 21cm이다.

## 참고 자료
- 장기척화비 - 국가유산청 국가유산포털